# Gerhard Wacke
Gerhard Gustav Theodor Wacke (* 2. Juli 1902 in Goczałkowice-Zdrój; † 10. Februar 1976 in Hamburg) war ein deutscher Rechtswissenschaftler.

## Leben

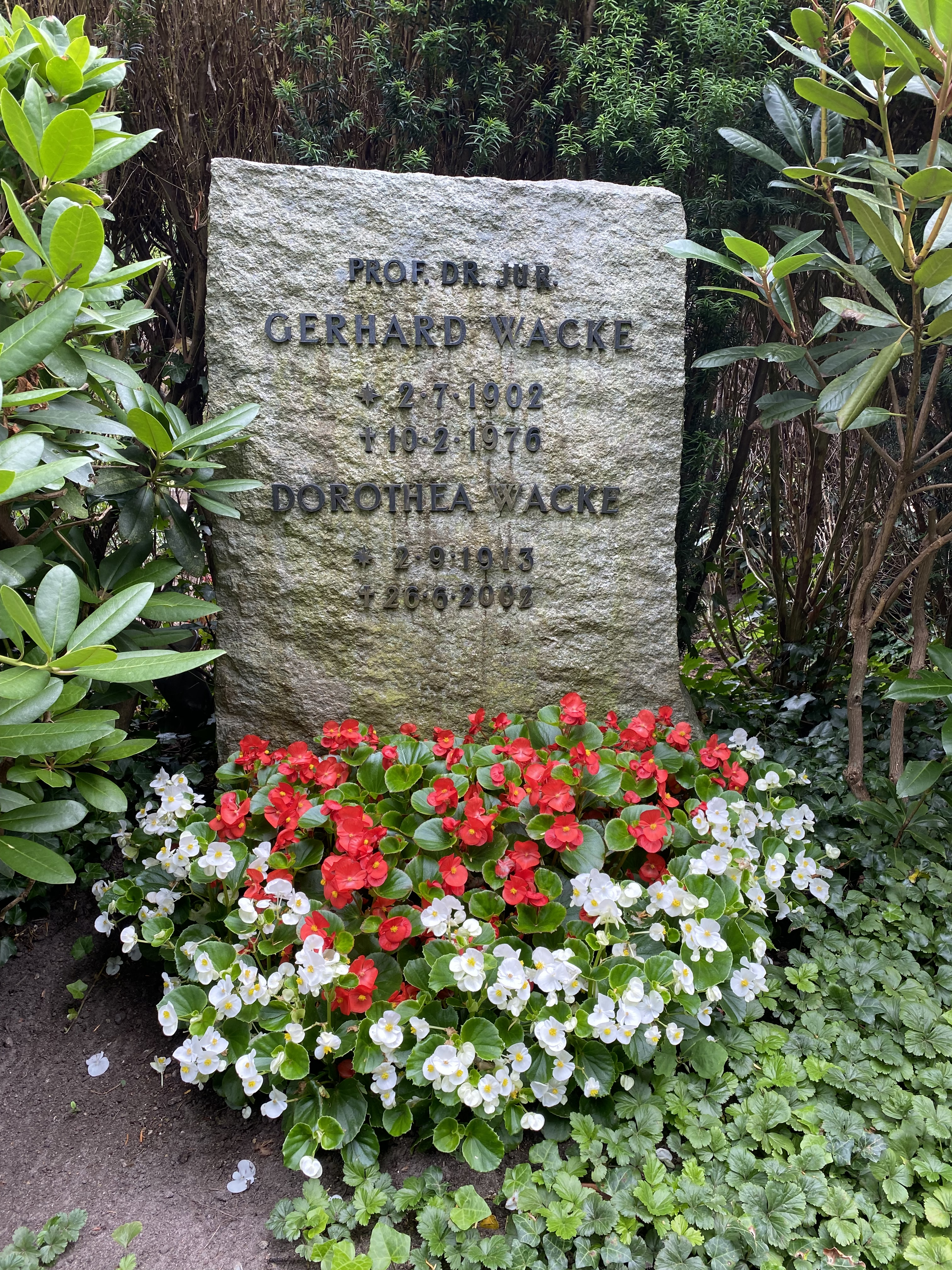
Grabstätte

Er besuchte die Volksschule und das Reform-Gymnasium zum Heiligen Geist in Breslau. Nach der Promotion 1928 zum Dr. iur. war er ab 1930 Finanzassessor und Regierungsrat in der Finanzverwaltung Breslau. 1932 erhielt er die Venia Legendi für Öffentliches Recht an der Universität Breslau. 1933 trat er der NSDAP bei. Von 1933 bis 1935 war er Lehrbeauftragter an der Universität Breslau. 1939 wurde er zum Dozenten an der Universität Breslau ernannt. 1940 vertrat er einen Lehrstuhl in Jena. 1941 wurde er zum außerordentlichen Professor an der Universität Jena ernannt. Von 1942 bis 1945 leistete er Kriegsdienst in der Wehrmacht. Von 1946 bis 1948 war er Verwaltungsrechtsrat für das Fach Verwaltungsrecht in Jena. 1949 war er Lehrbeauftragter an der Universität Würzburg. 1950 war er an der Universität Marburg. Von 1950 bis 1953 war er Regierungsrat in Marburg. 1951 wurde er zum Honorarprofessor für Öffentliches Recht an der Universität Marburg ernannt. Von 1953 bis 1955 war er Richter am Oberverwaltungsgericht Münster. 1955 wurde er zum ordentlichen Professor für Öffentliches Recht an der Universität Hamburg sowie zum Direktor des Instituts für Steuerrecht ernannt. 1970 erfolgte die Emeritierung.
Gerhard Wacke war mit Dorothea, geb. Fleischer, (1913–2002) verheiratet. Aus der Ehe gingen drei Kinder hervor, darunter der Rechtswissenschaftler Andreas Wacke. Seine letzte Ruhestätte fand Wacke auf dem Nienstedtener Friedhof.

## Schriften (Auswahl)
- Das Dienstrecht der Behördenangestellten. Die Rechtsverhältnisse der Angestellten im Dienste von Behörden und Betrieben aller öffentlichen Körperschaften, des Reiches, der Reichspost, Reichsbahn, Reichsbank, der Länder, Gemeinden, Gemeindeverbände, Sozialversicherungsträger, Kirchengemeinden, Kreditinstitute, Versicherungsanstalten und sonstige Körperschaften des öffentlichen Rechts. Berlin 1933, OCLC 183892015.
- Steuerrecht und Rechtsneubau. Berlin 1936, OCLC 8258797.
- Das Finanzwesen der Bundesrepublik die Einwirkungen der Finanzfunktion auf Gesetzgebung, Verwaltung und Rechtsprechung im Bonner Grundgesetz. Tübingen 1950, OCLC 1069969779.
- Staatsrechtliche Prüfung der Zusatzsteuer. Kritische Untersuchung zu § 8 UStG. Köln 1957, OCLC 79656516.